# Dzidzianna Solska
Dzidzianna Solska, właściwie Zdzisława Anna Solska (ur. 1929 w Krakowie, zm. 15 stycznia 2017 tamże) – krakowska wróżka, modelka, cyrkówka oraz aktorka.

## Kariera wróżbiarska
Wróżka Dzidzianna wróżyła od lat 80. XX wieku mieszkańcom miasta i turystom, przesiadując w niszy w Sukiennicach od strony ulicy Brackiej na Rynku Głównym w Krakowie. Zazwyczaj do wróżenia używała kart do gry. Zawsze nosiła kolorowe kreacje, była ufryzowana, a na palcach rąk miała liczne okazałe pierścionki. Mieszkała przy ulicy Gromadzkiej w dzielnicy Podgórze.
Była jedną z czterech współczesnych kobiet zajmujących się wróżbiarstwem, które zostały przedstawione w filmie dokumentalnym pod tytułem Wróżki, zrealizowanym przez TVN Style.

## Kariera artystyczna
Zanim poświęciła się wróżbiarstwu, była modelką. Przez ponad 20 lat pozowała studentom malarstwa, rzeźby i grafiki na ASP. Według Czesława Dźwigaja zapisała się w pamięci wielu pokoleń wykładowców i studentów ASP. Jan Tutaj wspominał, że pod nieobecność profesora pozwalała sobie korygować prace studentów.
Była statystką w filmach Noce i dnie, Trzeba zabić tę miłość, Sanatorium pod Klepsydrą i Przygodach dobrego wojaka Szwejka. Występowała w zakopiańskim teatrze im. Witkacego.

## Śmierć i upamiętnienie
Zmarła w wieku 88 lat. Jej pogrzeb odbył się 18 stycznia 2017 roku w Hyżnem.
Jej grób znajduje się na Starym Cmentarzu tuż obok kościoła NMP w Hyżnem. Ciało zostało złożone pod kapliczką cmentarną, obok jest tablica upamiętniająca, na której jest zapis imienia Zdzisława.
Wśród mieszkańców Krakowa pojawiła się idea upamiętnienia wróżki. Zgłoszony projekt umieszczenia ławeczki w niszy Sukiennic, gdzie wróżka Dzidzianna przepowiadała przyszłość, został odrzucony.